# Biserica reformată din Racoș
Biserica reformată din Racoș, județul Brașov a fost construită în perioada anilor 1825-1831 și este monument istoric, cod LMI BV-II-m-B-11753.01.